# José María Montenegro
El Coronel José María Montenegro Castro fue un militar liberal mexicano. Nació en 1836 en Guadalajara, Jalisco, siendo hijo del también Coronel José Guadalupe Montenegro y de Dolores Castro. 

## Carrera militar
Se enroló con 14 años en el Batallón Republicano 20 de mayo en 1850 con el grado de sargento. Participó en la Revolución de Ayutla en las filas liberales y a las órdenes del general Ignacio Comonfort, quién lo ascendió al grado de capitán en 1855 en Ayutla, Guerrero. En 1856 se ganó el grado de teniente coronel luego del sitio y toma de Puebla el 3 de diciembre de 1856. Durante la Guerra de Reforma, acompañó junto con su padre a Benito Juárez en su salida de Guadalajara  el 19 de marzo de 1958 con dirección a Manzanillo, al lado de todos sus ministros y otros empleados públicos, a las órdenes del Coronel Francisco Iniestra. Participó en el combate de Santa Ana Acatlán, donde la comitiva fue atacada por los generales Antonio Landa y José Quintanilla. Una vez superado el ataque, salió con rumbo a los municipios de Zacoalco, Atemajac de las Tablas y San Gabriel hasta llegar a la Barranca de Beltrán camino hacia Colima, a donde llegó el 26 del mismo mes, y de ahí hasta Manzanillo. En 1860 tomó parte en el asalto de Guadalajara de mayo de ese año, y en septiembre del mismo en la Toma de Guadalajara. Combatió al lado del coronel Antonio Rojas en las dos campañas de la Sierra de Alica en 1861 por disposición del general Pedro Ogazón, lo que le valió su ascenso al grado de coronel, dándosele el mando del “Batallón Mina” en la Guardia Nacional de Jalisco. Durante la Segunda intervención francesa en México tomó parte en la Batalla de San Lorenzo a las órdenes del general Ignacio Comonfort en mayo de 1863. 

## Muerte
Fue asesinado por su tropa el 13 de septiembre de 1863 para robar más de 200 mil pesos en oro que transportaba con rumbo a Manzanillo. Su cuerpo fue lanzado a la Barranca de Beltrán, en un lugar conocido como El Zarco con sólo 27 años. Su hermano, el teniente coronel Lauro Montenegro fue muerto en Techaluta durante la segunda intervención francesa dos años después. 